# Sous-région de Jyväskylä
La Sous-région de Jyväskylä (finnois : Jyväskylän seutukunta)  est une sous-région de la Finlande centrale.

## Municipalités
Au niveau 1 (LAU 1) des unités administratives locales définies par l'Union européenne elle porte le numéro 131.
La sous-région est formée des municipalités suivantes : 
| Blason              | Municipalité              |
| ------------------- | ------------------------- |
| Hankasalmen vaakuna | Hankasalmi (municipalité) |
| Jyväskylän vaakuna  | Jyväskylä (ville)         |
| Laukaan vaakuna     | Laukaa (municipalité)     |
| Muuramen vaakuna    | Muurame (municipalité)    |
| Petäjäveden vaakuna | Petäjävesi (municipalité) |
| Toivakan vaakuna    | Toivakka (municipalité)   |
| Uuraisten vaakuna   | Uurainen (municipalité)   |

## Politique
Les résultats de l'élection présidentielle finlandaise de 2018 sont:
- Sauli Niinistö   60.5%
- Pekka Haavisto   15.0%
- Laura Huhtasaari   6.9%
- Paavo Väyrynen   6.6%
- Matti Vanhanen   3.9%
- Tuula Haatainen   3.4%
- Merja Kyllönen   3.1%
- Nils Torvalds   0.5%

## Démographie
Depuis 1980, l'évolution démographique de la sous-région de Jyväskylä est la suivante:
| Année      | 1980    | 1985    | 1990    | 1995    | 2000    | 2005    | 2010    |
| ---------- | ------- | ------- | ------- | ------- | ------- | ------- | ------- |
| population | 130 446 | 135 488 | 141 566 | 148 539 | 156 186 | 164 851 | 173 651 |

## Photographies

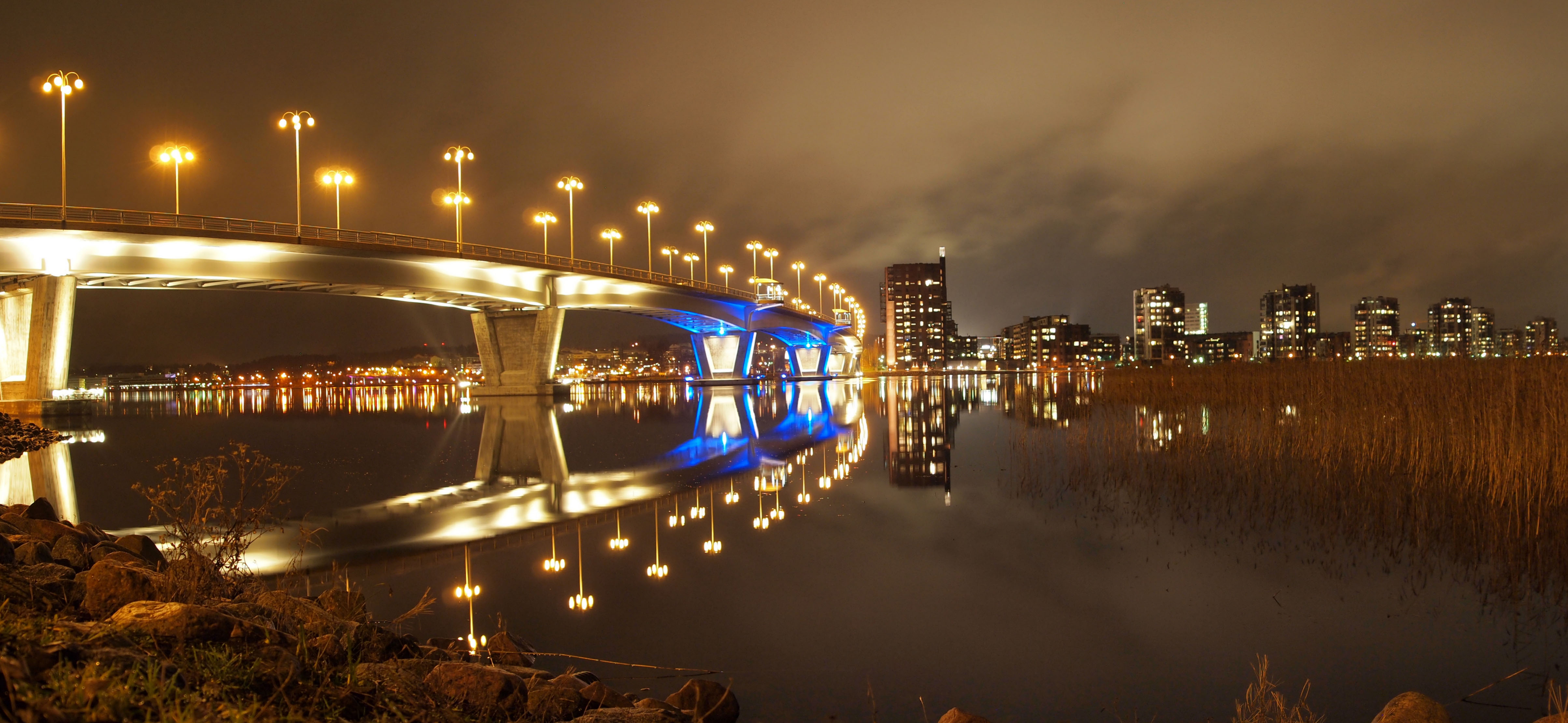
Pont de Kuokkala à Jyväskylä.
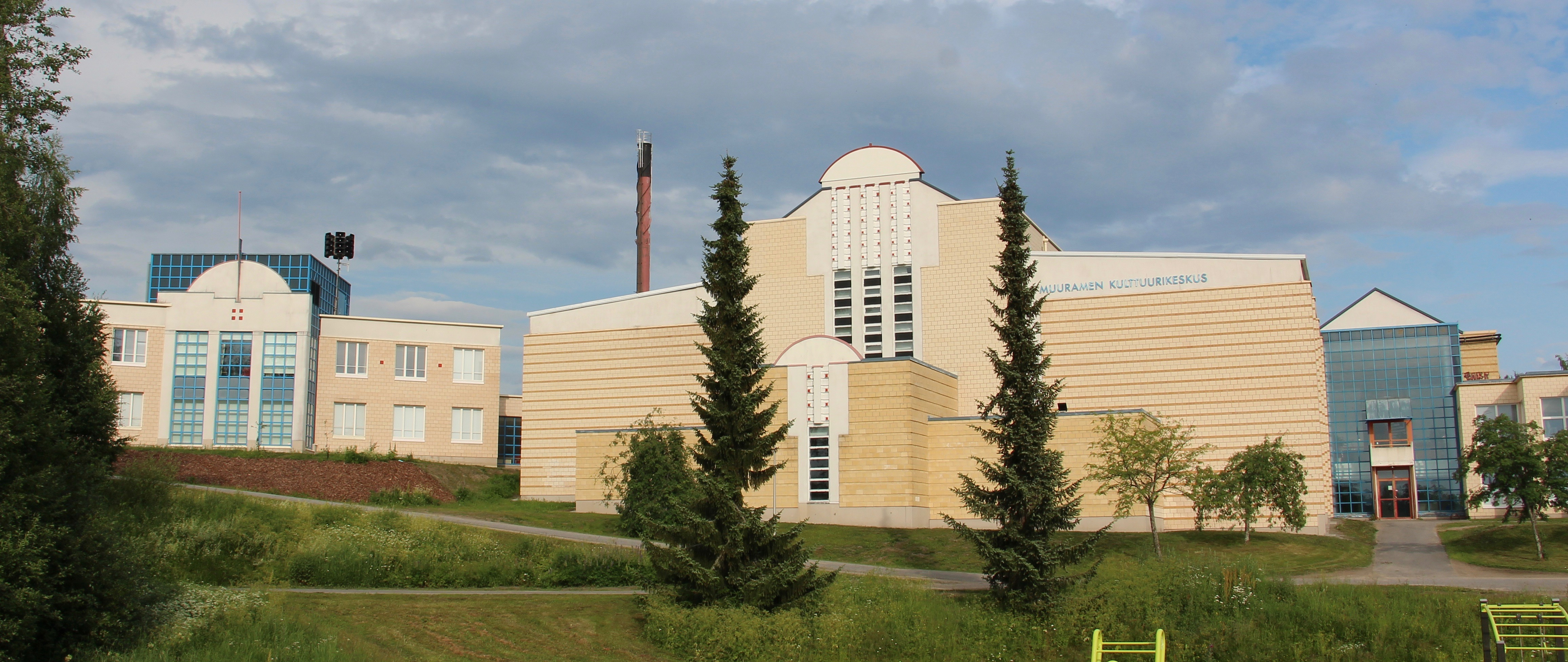
Centre culturel de Muurame.
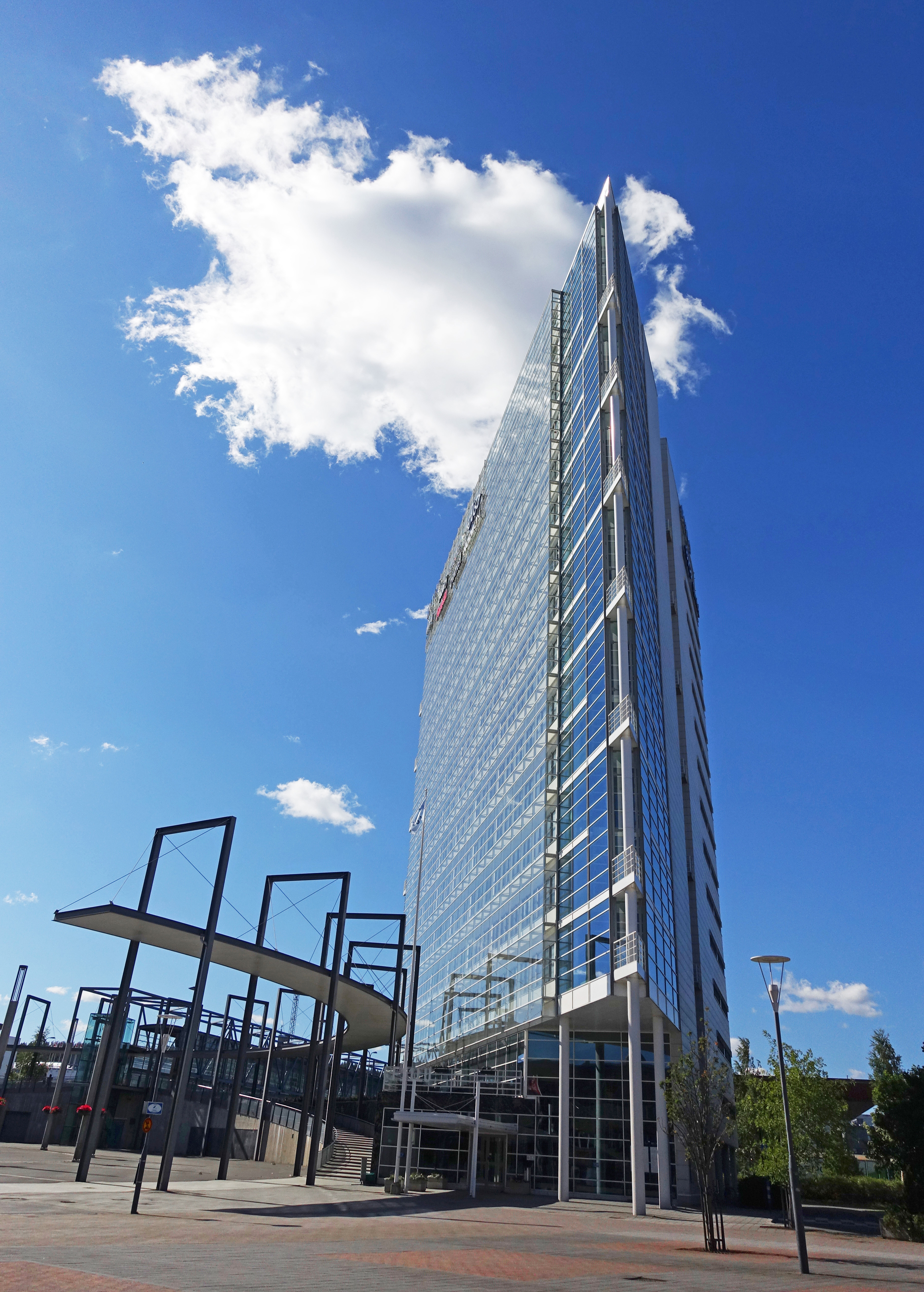
Bâtiment Innova à Jyväskylä.

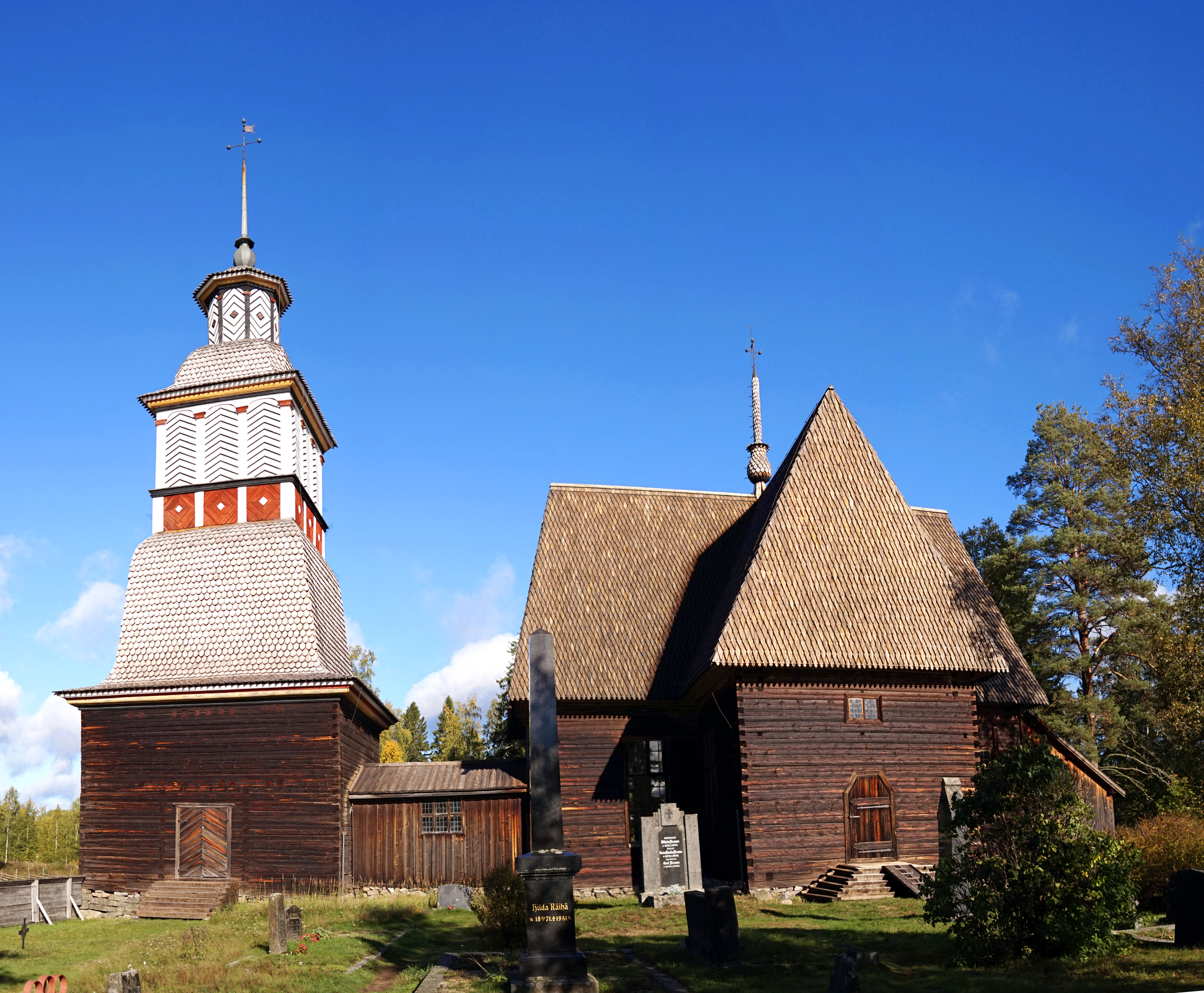
Vieille église de Petäjävesi
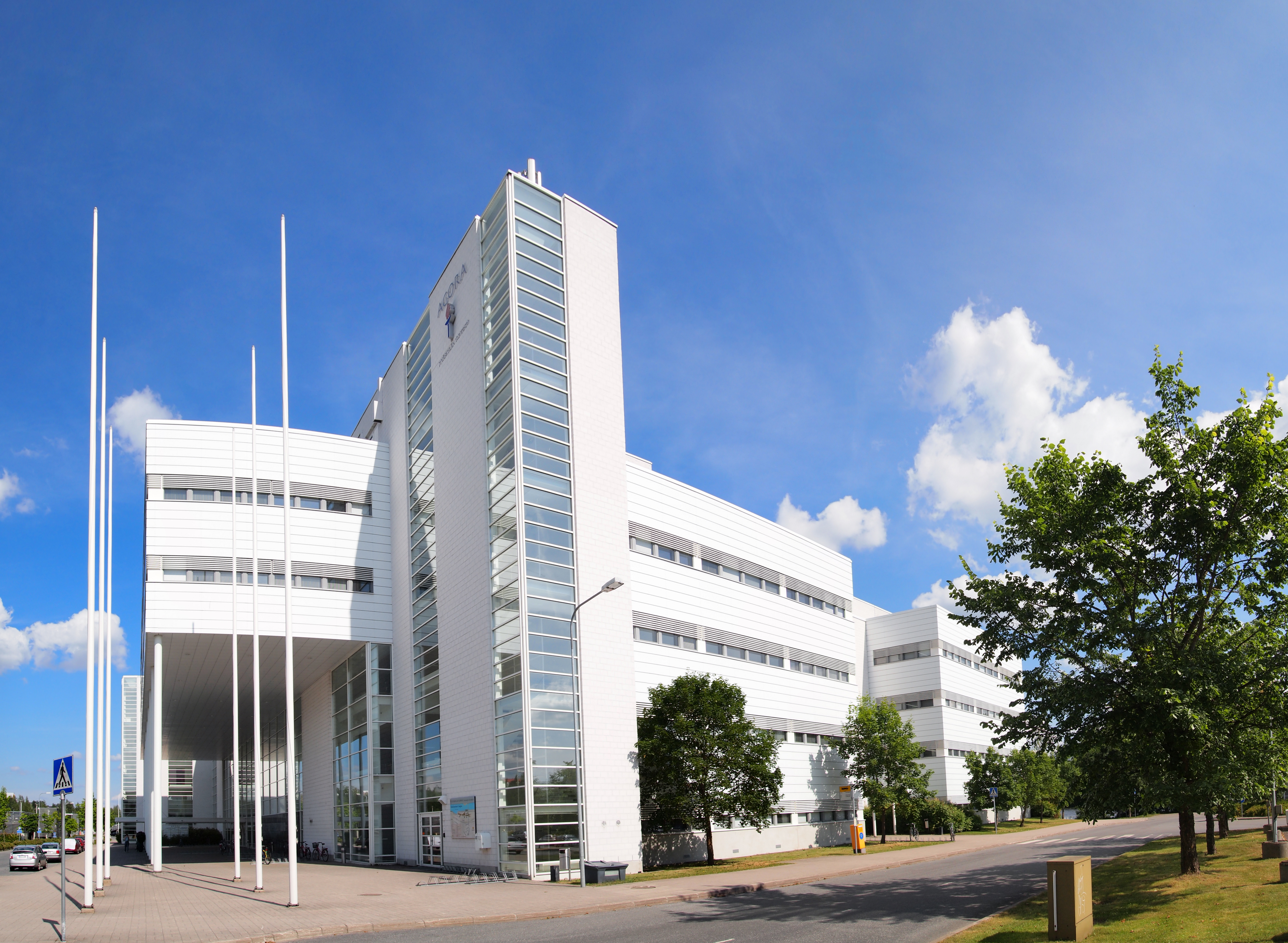
Campus de Mattilanniemi, Université de Jyväskylä
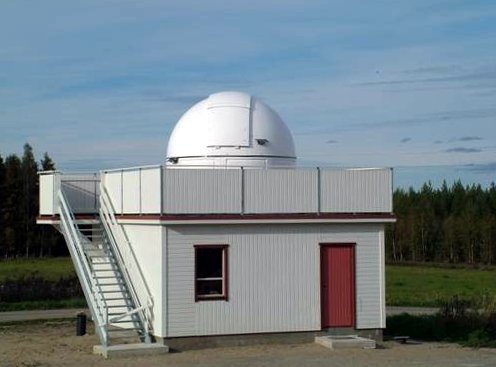
Observatoire de Hankasalmi.
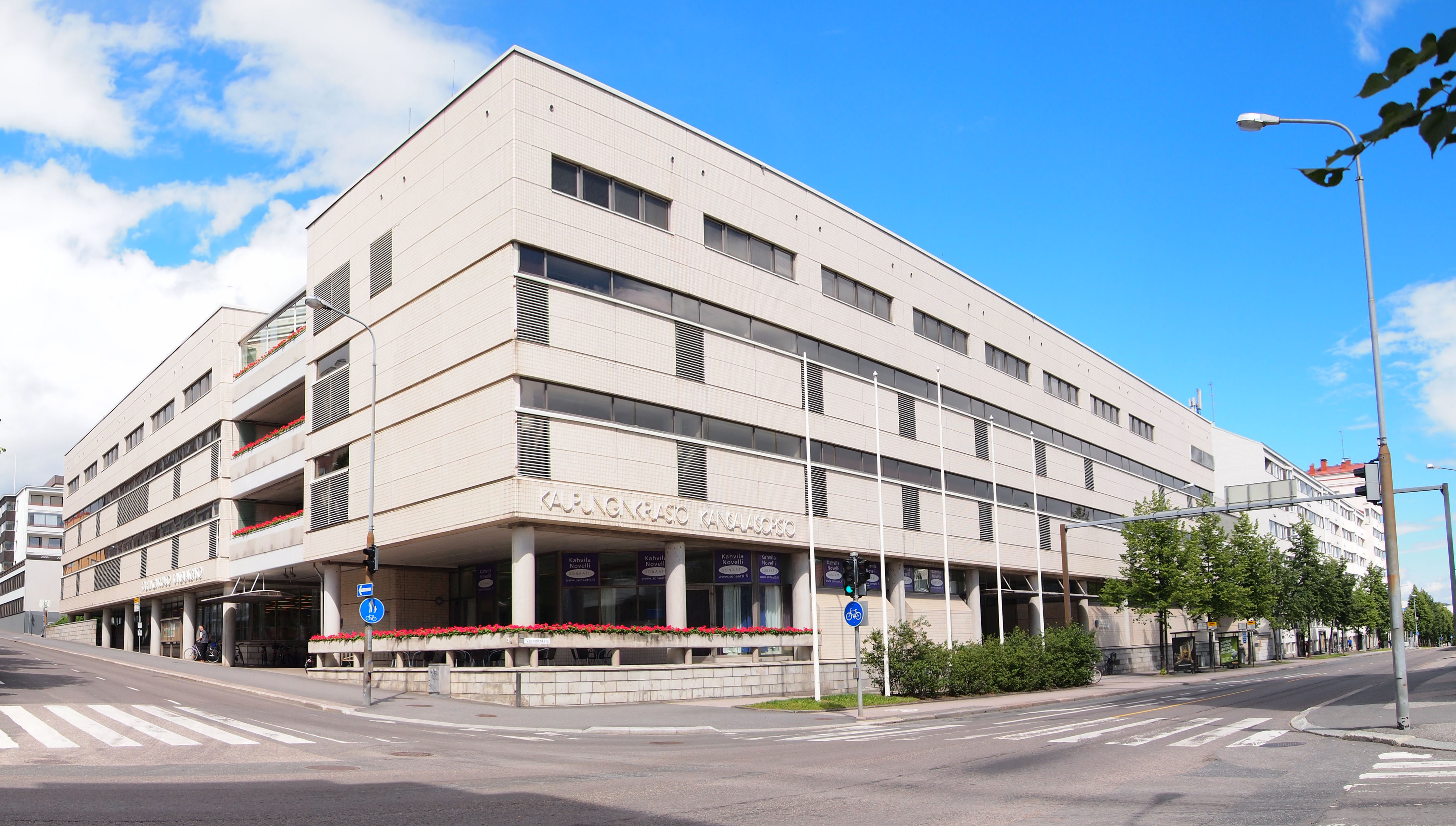
Bibliothèque municipale de Jyväskylä.